# Valère Mekeirel
Valère Mekeirel (Sleidinge, 1 mei 1925 – Evergem, 3 maart 2014) was een Belgisch wielrenner.

## Levensloop en carrière
Mekeirel won als belofte de Ronde van Vlaanderen in 1949. In 1950 werd Mekeirel prof bij Cycles de Walshe. Hij won als prof in 1950 de koers Leuven-Gent. Dit was zijn enige overwinning als prof. In 1951 werd hij tweede in het Criterium van Middelburg, achter Piet van As. In 1953 diende hij door een fistel te stoppen met wielrennen.
Mekeirel overleed op 88-jarige leeftijd in een rusthuis in Evergem.